# Devedeset neke
„Devedeset neke” singl je Marka Perkovića Thompsona iz 2025. godine.
U ovoj skladbi, Thompson je zaslužan za glazbu, obradu i produkciju, dok tekst potpisuje zajedno s Nenadom Ninčevićem.
Pjesma je posvećena Thompsonovom rođaku, prijatelju i suradniku koji se uspješno izborio s PTSP-om. Glavna tema pjesme je nostalgija i emotivna povezanost s razdobljem devedesetih godina. Pjesma govori o osobi koja se emotivno „nije maknula” iz tog vremena, unatoč protoku godina. Govori i o poslijeratnim traumama i emotivnim borbama kroz koje prolaze branitelji, gdje „devedesete” simboliziraju ratno razdoblje Domovinskog rata u Hrvatskoj.
Istovremeno, glazbenik je postavio novi rekord u prodaji ulaznica za svoj nadolazeći koncert na zagrebačkom hipodromu, zakazan za 5. srpnja 2025. godine. Nakon što je i drugi krug ulaznica prodan u rekordnom roku, ukupan broj prodanih ulaznica prešao je pola milijuna, čime je Thompson nadmašio prethodni svjetski rekord talijanskog izvođača Vasca Rossija, koji je 2017. u Modeni nastupao pred više od 225.000 posjetitelja.